# تيتسويا إيهنوموتو
تيتسويا إيهنوموتو (باليابانية: 榎本 哲也) (2 مايو 1983 في كاواساكي في اليابان – )؛ هو لاعب كرة قدم ياباني سابق كان يلعب كحارس مرمى.

## وصلات خارجية
- تيتسويا إيهنوموتو على موقع الاتحاد الدولي (مؤرشف)  (الإنجليزية)
- تيتسويا إيهنوموتو على موقع رابطة كرة القدم اليابانية للمحترفين (اليابانية)
- تيتسويا إيهنوموتو على موقع قاعدة بيانات كرة القدم.إي يو (الإنجليزية)
- تيتسويا إيهنوموتو على موقع Soccerway.com (الإنجليزية)
- تيتسويا إيهنوموتو على موقع عالم كرة القدم.نت (الإنجليزية)